# Beausoleil
Beausoleil (Occitaans: Bèu-Soleu) is een gemeente in het Franse departement Alpes-Maritimes (regio Provence-Alpes-Côte d'Azur). De plaats maakt deel uit van het arrondissement Nice. Beausoleil telde op 1 januari 2022 12.430 inwoners. De plaats is sterk verweven met Monte Carlo en kan eigenlijk gezien worden als het Franse deel ervan.

## Geografie
De oppervlakte van Beausoleil bedroeg op 1 januari 2022 2,79 vierkante kilometer; de bevolkingsdichtheid was toen 4.455,2 inwoners per km².
De onderstaande kaart toont de ligging van Beausoleil met de belangrijkste infrastructuur en aangrenzende gemeenten.

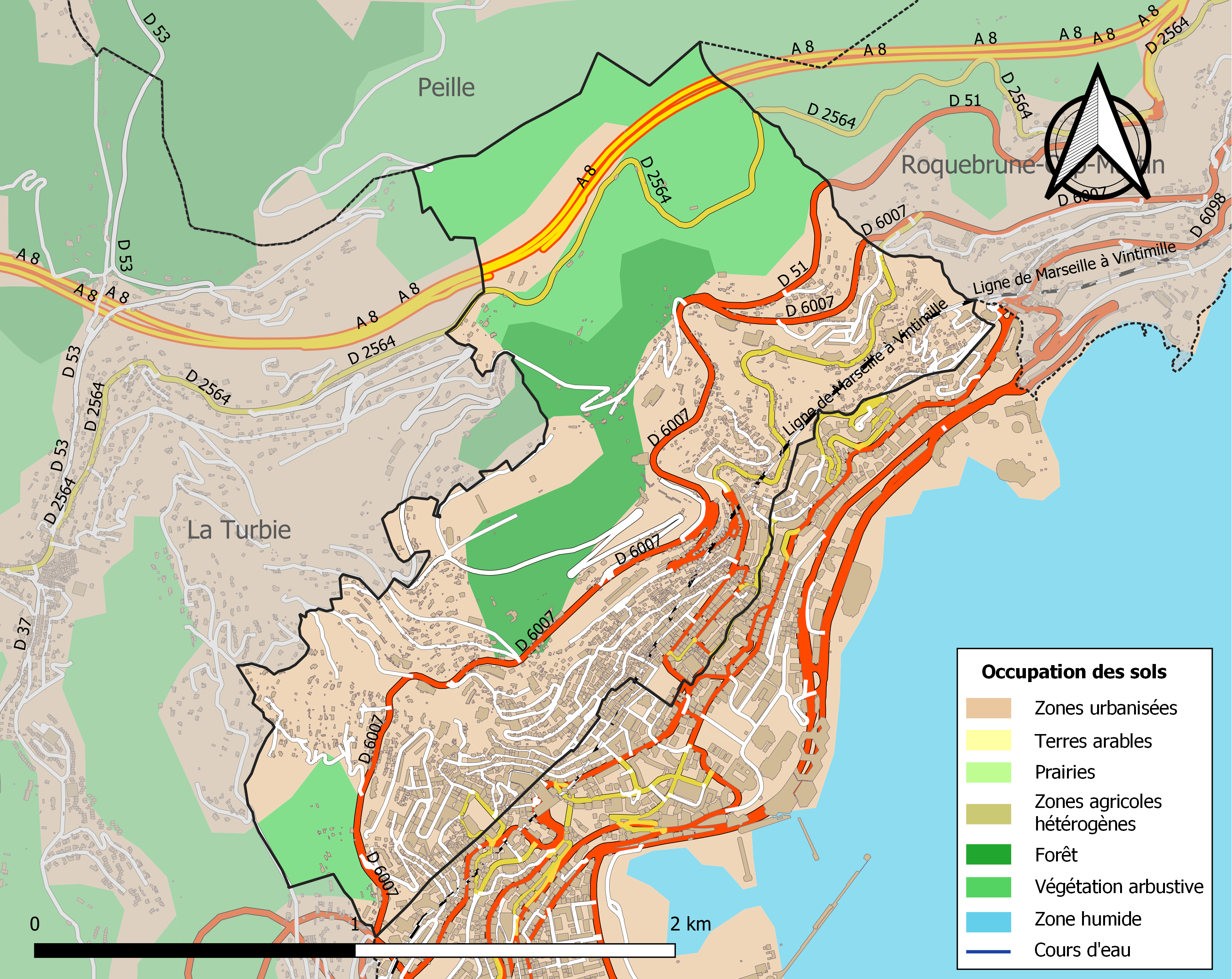

## Demografie
Onderstaande figuur toont het verloop van het inwonertal (bron: INSEE-tellingen).
Vanwege een beveiligingsprobleem met de MediaWiki Graph-software is het momenteel niet mogelijk deze grafiek weer te geven. Zodra de software is bijgewerkt zal de grafiek vanzelf weer zichtbaar worden.

## Geboren in Beausoleil
- Renée Saint-Cyr (1904-2004), Frans actrice